# Jerzykowice Wielkie
Jerzykowice Wielkie is een plaats in het Poolse district  Kłodzki, woiwodschap Neder-Silezië. De plaats maakt deel uit van de gemeente Lewin Kłodzki en telt 80 inwoners.